# Microplexia albopicta
Microplexia albopicta là một loài bướm đêm trong họ Noctuidae.